# Pusztamonostor vasútállomás
Pusztamonostor vasútállomás egy Jász-Nagykun-Szolnok vármegyei vasútállomás, Pusztamonostor községben, a MÁV üzemeltetésében. A belterület északi szélén helyezkedik el, nem messze északnyugati irányban a 3231-es út vasúti keresztezésétől; közúti elérését csak önkormányzati utak biztosítják.

## Vasútvonalak
Az állomást az alábbi vasútvonalak érintik:
- Hatvan–Újszász-vasútvonal

## Kapcsolódó állomások
A vasútállomáshoz az alábbi állomások vannak a legközelebb:
- Jászfényszaru vasútállomás (Hatvan–Újszász-vasútvonal)
- Jászberény vasútállomás (Hatvan–Újszász-vasútvonal)

## Forgalom
| Járat | Útvonal | Gyakoriság |
| ----- | --- | ---------- |
| S820  | Hatvan – Jászfényszaru – Pusztamonostor – Jászberény – Meggyespele – Portelek – Jászboldogháza-Jánoshida – Újszász – Zagyvarékas – Szolnok | Óránként   |